# Corte marziale (film 1955)
Corte marziale (The Court-Martial of Billy Mitchell) è un film biografico del 1955 diretto da Otto Preminger.

## Trama

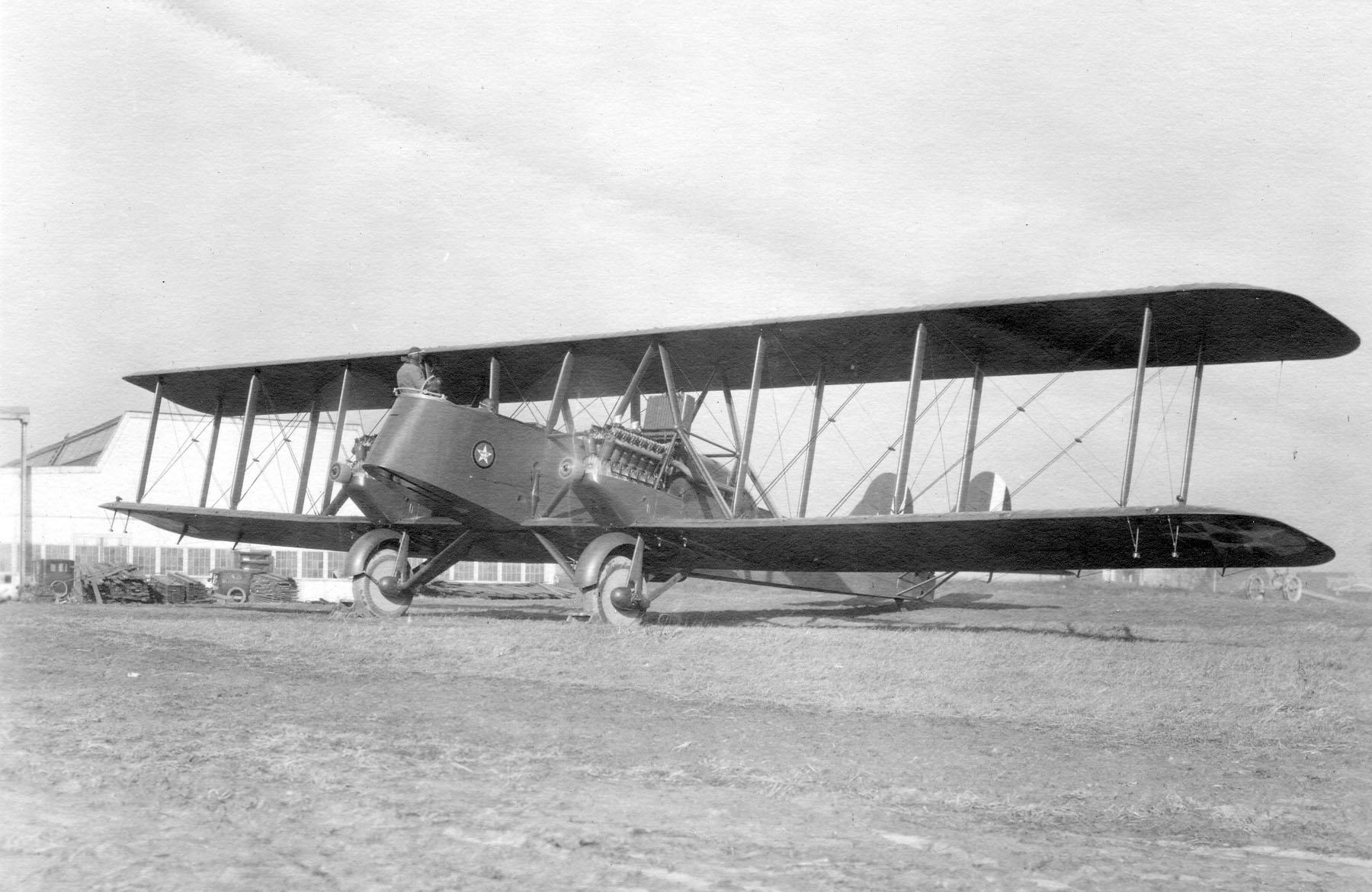
Il bombardiere statunitense Martin NBS-1 che affondò l'Ostfriesland.

Il generale di brigata William Mitchell, dell'Aviazione dell'Esercito, cerca di dimostrare il valore dell'Aeronautica come una forza armata indipendente tale da affondare una corazzata, ma in condizioni restrittive imposte da Esercito e Marina. Disobbedisce agli ordini che limitavano l'attacco da alta quota con bombe da meno di 500 libbre e ne carica invece da 2.000 libbre attaccando in picchiata. Con questo, dimostra che il suo aereo può affondare una corazzata tedesca della Prima Guerra Mondiale, la SMS Ostfriesland, precedentemente considerata inaffondabile. Ma i suoi superiori sono indignati per la sua insubordinazione.
In seguito a quanto accaduto, Mitchell è retrocesso al grado di colonnello e inviato ad una unità di fanteria in Texas. Nel frattempo si verifica un grave disastro aereo in cui il suo amico Zachary Lansdowne rimane ucciso nello schianto del dirigibile USS Shenandoah. L'incidente è seguito da un secondo disastro in cui sei aeroplani, partiti da una base sulla costa della California si schiantano in volo, mentre erano diretti a Fort Huachuca in Arizona, a causa di cattiva manutenzione per mancanza di fondi.
A questo punto, Mitchell convoca una conferenza stampa in cui rivolge dure critiche all'Esercito, ma viene deferito alla corte marziale. Il processo è rallentato grazie al suo avvocato e amico, il deputato Reed del Wisconsin, stesso stato natale di Mitchell, che tenta ogni possibile difesa, fino alla citazione come testimone del presidente Calvin Coolidge. A questo punto il giudice decide di rinviare.
L'Esercito tenta di concludere anzitempo la vicenda, ma Mitchell si rifiuta di firmare un documento presentato da Reed in cui ritira le sue critiche in cambio della salvaguardia della sua carriera come ufficiale comandante dell'Esercito. Margaret Lansdowne, vedova dell'amico di Mitchell deceduto sul dirigibile Shenandoah, appare poi in tribunale. Il precedente blocco di prove che dimostrano una giustificazione per le critiche di Mitchell a proposito del fallimento delle critiche dei suoi superiori sullo sviluppo del potere aereo e molti testimoni sono poi chiamati per supportare le critiche di Mitchell, tra cui Eddie Rickenbacker e Fiorello La Guardia.
Infine Mitchell testimonia ed è interrogato da un procuratore appositamente scelto dalla corte, che sottolinea le sue responsabilità, avendo disobbedito ai suoi superiori, e che ridicolizza i suoi tentativi di lungimiranza, come quello di descrivere con precisione che nel 1941, sia Filippine che Hawaii sarebbero stati attaccati dal Giappone, e senza preavviso.
La Corte dichiara Mitchell colpevole, ma egli ha comunque raggiunto lo scopo di portare il caso all'attenzione del pubblico, il che nelle sue intenzioni è paragonabile a una vittoria, considerando che egli voleva aumentare la consapevolezza sullo stato del servizio aereo. Mentre i suoi piloti lo salutano, Mitchell esce e guarda verso l'alto, dove in quel momento è in volo una squadra di quattro biplani. L'inquadratura conclusiva mostra i quattro biplani che si trasformano in uno squadrone di moderni jets, a dimostrazione di quale sia stata l'importanza dell'azione di Billy Mitchell per il futuro degli Stati Uniti e della sua "Air Force".